# 시에나 커슬레이크
시에나 커슬레이크(Seána Kerslake, 1990년 10월 21일 ~ )는 아일랜드의 배우이다.
탈라에서 태어났다.

## 영화
- 마이 뉴욕 다이어리 (2020년) - 제니 역
- 홀 인 더 그라운드 (2019년)
- 어 데이트 포 매드 메리 (2016년)
- 인생은 미풍 (2013년)
- 인형의 집 (2012년)